# Adolfo Bracero García
Adolfo Bracero Garcia (Huelva, España, 22 de octubre de 1909) es un exfutbolista y exentrenador de fútbol.
Como jugador ha defendido la camiseta del Sevilla FC, Atlético de Aviación, Real Madrid y Recreativo de Huelva entre otros.
Como entrenador dirigió loa banquillos de Real Club Recreativo de Huelva, Club Deportivo San Fernando, Club Deportivo Iliturgi, Club Deportivo Badajoz, Úbeda Club de Fútbol, Granada CF, Unión Deportiva Salamanca y Real Jaén Club de Fútbol, entre otros.

## Trayectoria

### Como jugador
| Club                       | País   | Año       |
| -------------------------- | ------ | --------- |
| Sevilla F. C.              | España | 1934-1936 |
| Club Atlético Aviación     | España | 1939-1940 |
| Real Madrid C. F.          | España | 1940-1941 |
| R. C. Recreativo de Huelva | España | 1941-1945 |

### Como entrenador
| Club                        | País   | Año       |
| --------------------------- | ------ | --------- |
| Recreativo de Huelva        | España | 1945-1947 |
| Úbeda Club de Fútbol        | España | 1947      |
| Real Jaén Club de Fútbol    | España | 1951-1953 |
| Granada Club de Fútbol      | España | 1953-1954 |
| Club Deportivo San Fernando | España | 1955-1956 |
| Club Deportivo Badajoz      | España | 1956-1958 |
| Unión Deportiva Salamanca   | España | 1961-1962 |

## Palmarés

### Como jugador
Sevilla F. C.
- Copa de España: 1935

Club Atlético Aviación
- Campeonato de Liga de Primera División: 1939-40

### Como entrenador
Real Jaén C. F.
- Campeonato de Liga de Segunda División: 1952-53
- Campeonato de Liga de Tercera División: 1951-52
- Copa Federación: 1951-52